# Louise Dumont

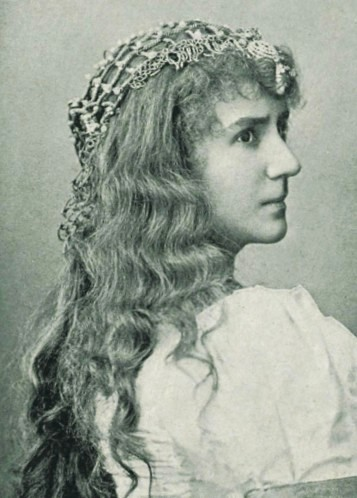
Louise Dumont

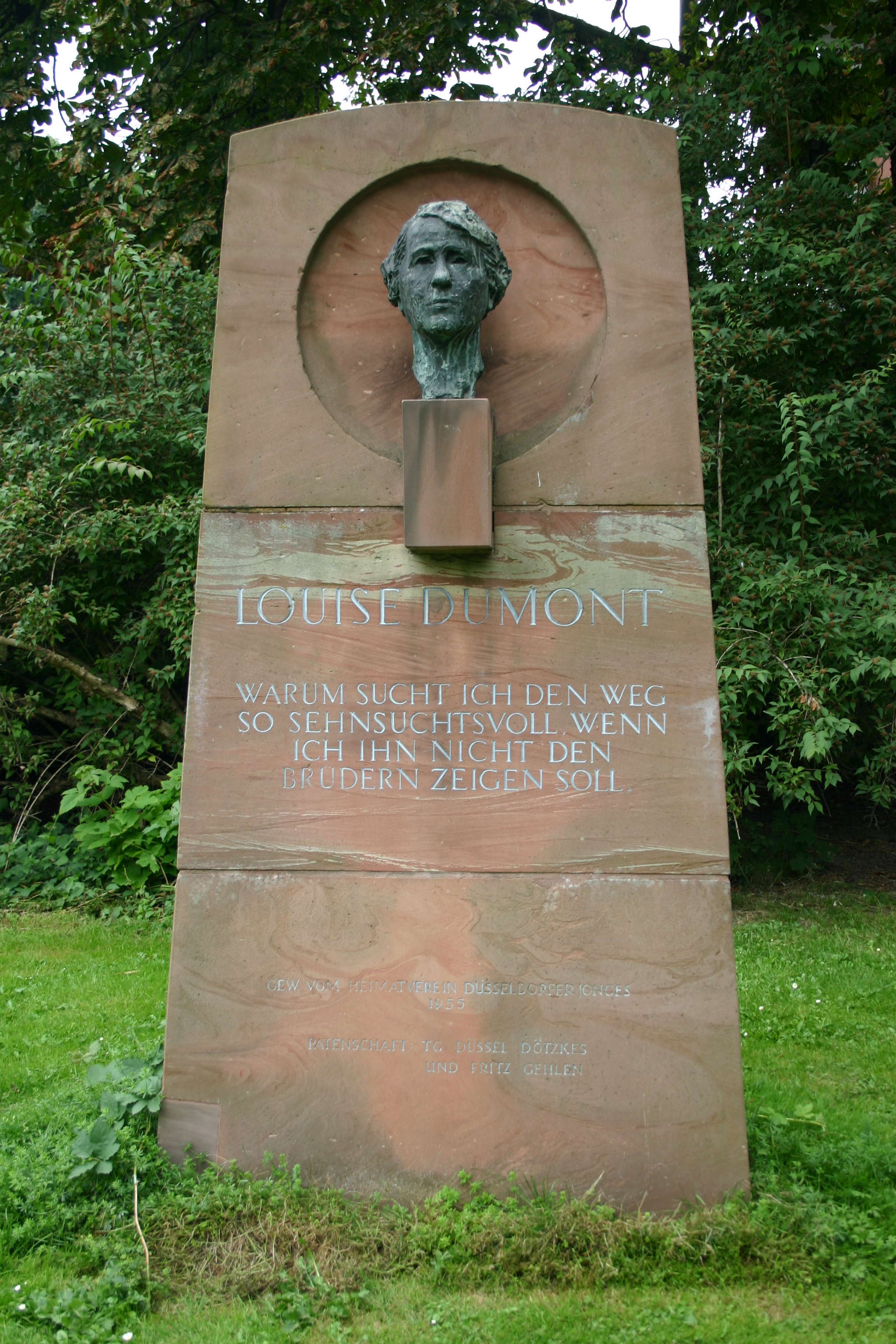
Louise Dumont Denkmal im Hofgarten (2008)

Louise Dumont, geborene Louise Maria Hubertine Heynen, verheiratete Dumont-Lindemann, (* 22. Februar 1862 in Köln; † 16. Mai 1932 in Düsseldorf) war eine deutsche Schauspielerin und Theaterleiterin.

## Leben
Louise Maria Hubertine Heynen wurde am 22. Februar 1862 als zweites von elf oder zwölf Kindern in Köln in der Nähe des Neumarkts geboren. Ihre Eltern waren der Kaufmann Christian Joseph Hubert Heynen (geboren 1837) und Maria Elisabeth Elise (geboren 1836 oder 1837), geborene Dumont. Sie besuchte die höhere Töchterschule und arbeitete anschließend als Näherin und Verkäuferin. Gegen den Willen ihres Vaters nahm sie am Berliner Nationaltheater Sprach- und Literaturunterricht.
Louise Dumont sprach 1882 am Residenztheater in Berlin vor und erhielt dort ihre erste Rolle. Als Künstlernamen wählte sie Dumont, den Geburtsnamen ihrer Mutter. 1888 bekam sie schließlich ein Engagement am Königlichen Hoftheater in Stuttgart. Seit dieser Zeit war sie mit der württembergischen Königin Charlotte freundschaftlich verbunden.
Dennoch verließ Dumont 1898 Stuttgart und wechselte zum Deutschen Theater Berlin, wo sie ihre größten Erfolge, besonders als Darstellerin der Stücke Henrik Ibsens feierte. Sie pflegte gesellschaftlichen Umgang unter anderem mit Maximilian Harden und Walter Rathenau. Sozial engagierte sich Dumont für die von ihr gegründete Zentralstelle für die weiblichen Bühnenangehörigen Deutschlands, deren Leitung 1901 ihre Freundin Emmy Rotth († 1924), auch Förderin Cäsar Flaischlens, übernahm.
1903 lernte sie Gustav Lindemann kennen. Zusammen planten sie, in Weimar das „Dramatische Nationaltheater“ zu gründen, und sie beauftragten Henry van de Velde, die entsprechenden Pläne zu entwerfen. Das Vorhaben scheiterte jedoch an der Intrige des dortigen Hofs und dem Widerstand von Großherzog Wilhelm Ernst.
Als ein weiterer Versuch in Darmstadt nicht verwirklicht werden konnte, gelang schließlich der dritte Versuch in Düsseldorf, wo Louise Dumont und Gustav Lindemann am 16. Juni 1904 die Schauspielhaus Düsseldorf GmbH, als direkte Konkurrenz zum Stadttheater, gründeten. Nicht nur die Gründer Louise Dumont und Gustav Lindemann waren finanziell daran beteiligt, sondern auch zehn Mitglieder aus angesehenen Familien wie die Poensgens oder Luegs. Am 28. Oktober 1905 wurde das Theater eröffnet, dem sie eine Theaterakademie angliederten. Aus ihrer Schule gingen mit Gustaf Gründgens, Peter Esser, Adolf Dell, Paul Henckels, Paul Kemp, Wolfgang Langhoff, Maria Alex und Heinrich Orthmayer Schauspieler hervor, die das deutsche Theaterleben beeinflussten. Das Ehepaar pflegte Verbindungen zu wesentlichen Vertretern des geistigen Deutschlands: Paul Ernst, Herbert Eulenberg, Hans Franck (ab 1914 Dramaturg am Haus, Herausgeber der Theaterzeitschrift), Gustav Landauer (1918 Dramaturg am Haus) und Berthold Viertel. Über den mit ihm befreundeten Wilhelm Schmidtbonn kam der junge August Macke in Kontakt mit den Dumonts und entwarf mit Begeisterung 1906 Bühnendekorationen und Kostüme für eine Reihe von Aufführungen. Ebenso pflegten sie Arbeitsbeziehungen zu Peter Behrens und dem Bühnenbildner Eduard Sturm. Sturm prägte von 1909 bis 1913 und von 1924 bis 1932 als Künstlerischer Beirat das Bühnenbild des Schauspielhauses Düsseldorf. 1911 plante er im Auftrag von Louise Dumont ein hochkarätiges Naturtheater im Schlosspark Benrath mit modernen Impulsen des Bühnenbildes.

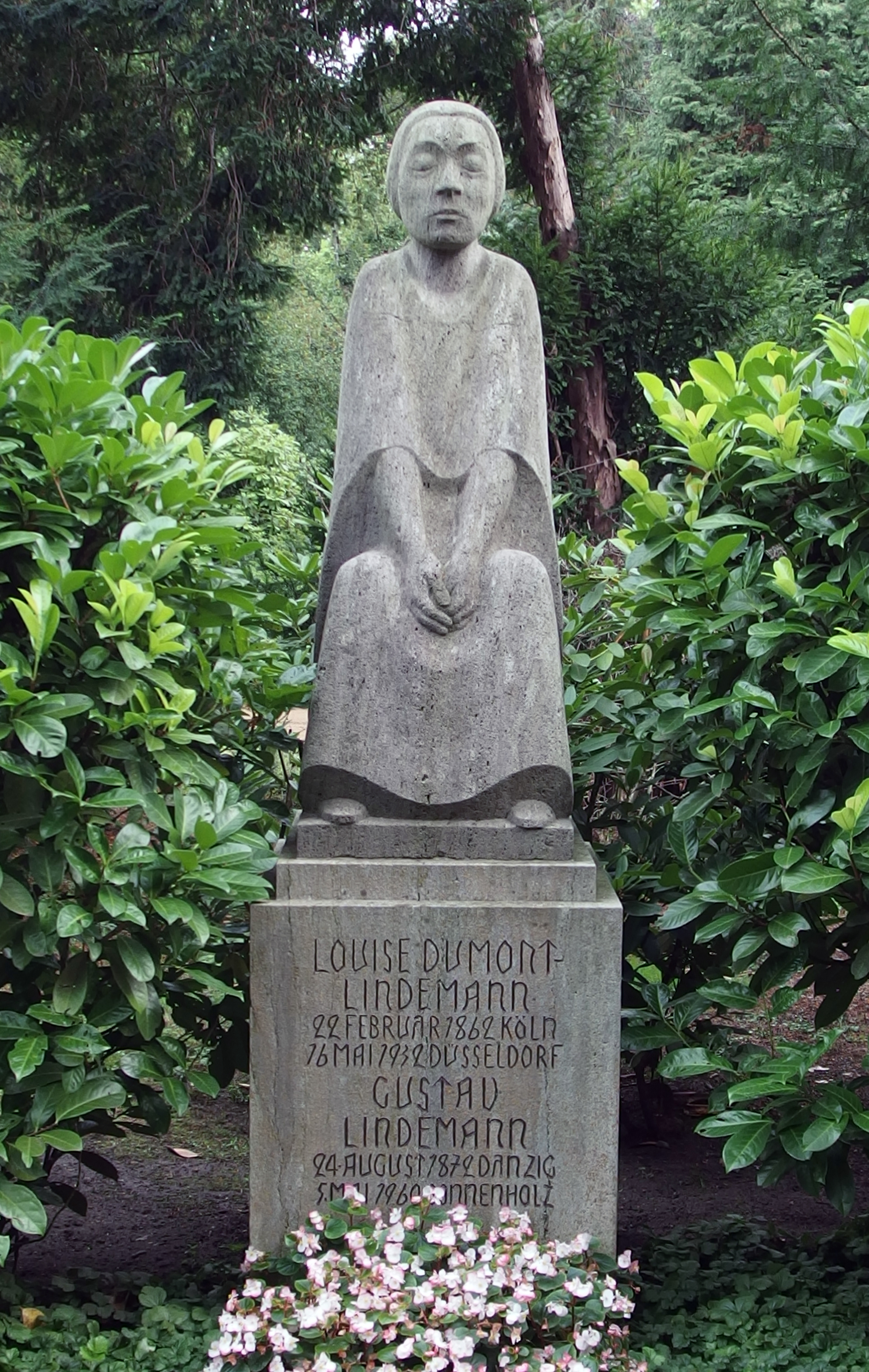
Grabstein Louise Dumont, Gustav Lindemann von Ernst Barlach

1907 heirateten Louise Dumont und Gustav Lindemann, sie wohnten im soeben fertiggestellten Haus am Kaiser-Wilhelm-Ring 6 des Architekten Hermann vom Endt. 1908 bezogen Dumont und Lindemann Haus Draengenburg in Urdenbach, Am Alten Rhein 8. Dumont verfasste Aufsätze und war Mitherausgeberin der Theaterzeitschrift Masken. 1922 bis 1924 musste das Schauspielhaus wegen der Wirtschaftskrise schließen, in dieser Zeit zerbrach die Ehe. Als Hochschule für Bühnenkunst blieb die Akademie bestehen.
Louise Dumont gilt als die Neuberin des 20. Jahrhunderts. Sie war weniger von mimisch-erotischer Faszination getragen als vielmehr durch einen starken, bestimmten und bestimmenden Ernst in der Arbeit, den sie als Dienst am Worte des Dichters verstand. Ihre Frauenrollen spiegeln ihren Drang nach Freiheit und Selbstbestimmung wider.
Dumont verstarb 1932 im Alter von 70 Jahren in Düsseldorf an den Folgen einer Lungenentzündung und wurde auf dem dortigen Nordfriedhof beigesetzt. Das Grab ziert eine Plastik von Ernst Barlach. Die geschlossenen Augen in dem flächigen Gesicht zeigen unverkennbar die Züge der Künstlerkollegin Käthe Kollwitz. Ihr Ehemann stiftete zu ihrem Andenken den Louise-Dumont-Topas.
Im Düsseldorfer Theatermuseum befinden sich die Bronzebüsten von Louise Dumont und Gustav Lindemann, welche Ernesto de Fiori 1927 fertigte. Die Deutsche Bundespost widmete 1976 Louise Dumont als Hedda Gabler eine 50-Pfennig-Briefmarke nach einem Entwurf von Dorothea Fischer-Nosbisch. Mit dem Bezug 1988 des Theatermuseums in das Hofgärtnerhaus wurde das Dumont Denkmal mit Bronzebüste von Ernesto de Fiori nahebei im Hofgarten aufgestellt. Aus dem Sockel wurde die Büste im Dezember 2012 gestohlen und mittlerweile durch einen Abguss der im Museum befindlichen Büste ersetzt. Die Louise-Dumont-Straße in Düsseldorf-Pempelfort ist nach ihr benannt.